# Wanning

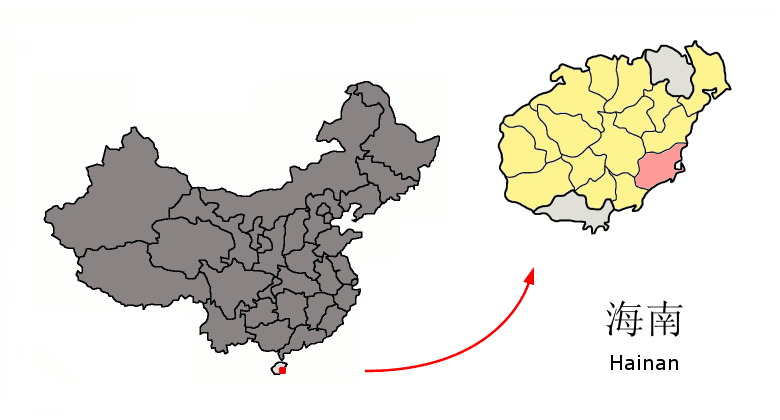
Lage der kreisfreien Stadt Wanning (rosa) auf Hainan

Wanning (chinesisch 萬寧市 / 万宁市, Pinyin Wànníng Shì) ist eine chinesische kreisfreie Stadt im Südosten der Inselprovinz Hainan. Auf Kreisebene untersteht sie direkt der Provinzregierung der Provinz Hainan. Die Fläche der Stadt beträgt 1.941 Quadratkilometer und sie hat 545.992 Einwohner (Stand: Zensus 2020). Die Status als Kreisfreie Stadt erreicht Wanning am 5. August 1996.

## Verkehr
Wanning ist mit der Wanning Railway Station an die Hainan East Ring Intercity Rail angeschlossen.